# Cyperus hakonensis
Cyperus hakonensis är en halvgräsart som beskrevs av Adrien René Franchet och Paul Amédée Ludovic Savatier. Cyperus hakonensis ingår i släktet papyrusar, och familjen halvgräs. Inga underarter finns listade i Catalogue of Life.